# Malé Spišské pleso
Malé Spišské pleso je ledovcové jezero, které se nachází ve Vysokých Tatrách na Slovensku v Malé Studené dolině v nadmořské výšce 1997 m. Má rozlohu 0,1695 ha a je nejmenší z Pěti Spišských ples. Je 54 m dlouhé a stejně široké. Dosahuje maximální hloubky 3,7 m. Jeho objem činí 2421 m³.

## Okolí
Na severozápadě se nachází Prostredné Spišské pleso a na západě stojí Téryho chata ve vzdálenosti 50 m. Na severovýchodě se tyčí Pyšný štít a na východě Lomnický štít. Na jihu klesá Malá Studená dolina.

## Vodní režim
Do jezera ústí ze západu rameno Malého Studeného potoka, které přitéká z Prostredného Spišského plesa. Potok odtéká z východního konce jezera a pod prahem doliny se spojuje s pravým ramenem z Nižného Spišského plesa. Rozměry jezera v průběhu času zachycuje tabulka:
| Rok     | Měření prováděl   | Rozloha ha | Délka m | Šířka m | Hloubka max.m | Objem m³ |
| ------- | ----------------- | ---------- | ------- | ------- | ------------- | -------- |
| 1928    | Josef Schaffer    | 0,1167     | 44      | 38      | 4,2           | [ 3 ]    |
| 1961–67 | pracovníci TANAPu | 0,180      | 54      | 54      | 3,5           | [ 3 ]    |
| 2005    | Gregor, Pacl      | 0,1695     | [ 3 ]   | [ 3 ]   | 3,7           | 2421     |

## Přístup
Přístup je možný pěšky a turistický rozcestník u Téryho chaty se nachází 20 m od břehu jezera. Ve vzdálenosti 30 m od západního břehu vede společná  a  turistická značka, která spojuje Téryho chatu a rozcestí pod Sedielkem.
- po  zelené turistické značce od Zamkovského chaty nahoru Malou Studenou dolinou.
- po  žluté turistické značce od Zbojnícke chaty přes Priečne sedlo.
- po  zelené turistické značce z Tatranské Javoriny přes Sedielko.